# Rico Gulda
Rico Gulda (ur. 9 kwietnia 1968 w Zurychu) – pianista klasyczny i dyrygent austriacki, syn Friedricha Guldy i przyrodni brat Paula Guldy.

## Życiorys
Urodził się w Zurychu jako trzeci syn wybitnego pianisty Friedricha Guldy i jedyne dziecko jego drugiej japońskiej żony, pianistki i kompozytorki Yuko Wakiyamy.
Dorastał w Monachium i pierwsze lekcje gry na fortepianie pobierał w wieku pięciu lat. Od dwunastego roku życia studiował u Ludwiga Hoffmanna, a później u Noela Floresa na Uniwersytecie Muzyki i Sztuk Scenicznych w Wiedniu. Jego wykształcenie uzupełniały kursy mistrzowskie u Dmitrija Baszkirowa i Olega Maisenberga, a także praca z ojcem, Friedrichem Guldą.
Gulda występuje jako solistka, w zespole muzyki kameralnej oraz z takimi orkiestrami, jak Wiedeńska Filharmonia, Orkiestra Mozarteum w Salzburgu, Orkiestra Brucknera w Linzu.
Występował m.in. ze swoim przyrodnim bratem, pianistą Paulem Guldą, a także z pianistami Paulem Badurą-Skodą i Marthą Argerich, skrzypkiem Renaudem Capuçonem, dyrygentem Christianem Armingiem, barytonami Matthiasem Goerne i Michaelem Schade. Od dawna współpracuje artystycznie, a prywatnie przyjaźni się z barytonem Florianem Preyem.
Uczył gry na fortepianie na Uniwersytecie Mozarteum w Salzburgu, na Uniwersytecie Hansei w Seulu oraz na kursach mistrzowskich w Wiedniu, Wietnamie i Japonii.
W 2013 roku awansował na stanowisko szefa planowania artystycznego i dramaturgii Wiedeńskiego Konzerthausu, które piastował do 2025 roku. W 2025 roku objął stanowisko dyrektora generalnego Fundacji Esterházy’ego, zarządzając działalnością muzyczną i kulturalną. Jest również dyrektorem artystycznym letniego festiwalu Oberösterreichische Stiftskonzerte. Jest członkiem jury „Duet fortepianowy” w ramach triennale Konkursu Muzyki Współczesnej im. Franza Schuberta.
Rico Gulda ożenił się z pianistką Ferhan Önder, mają córkę.

## Dyskografia
- 1997: Rico Gulda: Schubert Klaviersonate D 784 & 3 Klavierstücke D946 (Gramola)[8]
- 1999: Rico Gulda i Michael Badura-Skoda: Art Cult-Concert (Klavier Zu Vier Händen) (Austria Tabak, Art Cult)[8]
- 2001: Rico Gulda: Schuman – Album Für Die Jugend Op. 68 (Naxos)[8]
- 1999: Rico Gulda i Michael Badura-Skoda: Art Cult-Concert (Klavier Zu Vier Händen) (Austria Tabak, Art Cult)[8]
- 2001: Rico Gulda: Schuman – Album Für Die Jugend Op. 68 (Naxos)[8]
- 2002: Rico Gulda i Christopher Hinterhuber: Schubert – Piano Works For Four Hands (Naxos)[8]
- 2008: Hermann Prey, Florian Prey, Karl Engel, Friedrich Gulda, Rico Gulda, Leonard Hokanson, Michael Krist i Wolfgang Sawallisch: Die Lieder Meines Vaters Ausgewählt Von Florian Prey (Deutsche Grammophon)[8]